# Michelle Dawson
Pour les articles homonymes, voir Dawson.
Michelle Dawson (née en 1961) est une personnalité canadienne connue pour son rapport au sujet de l'autisme qu'elle vise à faire évoluer dans le sens d'une reconnaissance comme différence plutôt que comme maladie.

## Biographie
Elle travaille comme chercheuse affiliée au laboratoire d’étude du traitement de l’information dans les troubles envahissants du développement de l’hôpital Rivières-des-Prairies de Montréal dirigé par Laurent Mottron, ayant d'abord intégré l'équipe de ce professeur au département de psychiatrie de l’Université de Montréal pour mettre au point un test de QI plus adapté pour évaluer l'intelligence des personnes autistes.
C'est une militante active et soutenue des droits des personnes autistes, qui s'élève notamment contre la notion de soin curatif.
Elle a reçu un diagnostic d'autisme au début des années 1990,.

## Discrimination au travail
Elle a fait condamner son ancien employeur, Poste Canada, pour discrimination en raison de son autisme, après que ses collègues et son supérieur l'aient fait passer à tort pour violente,.

## Distinctions
- 2013 : doctorat honoris causa de l'Université de Montréal pour ses travaux scientifiques et éthiques sur l'autisme[9].
- 2017 : chevalière de l'Ordre de Montréal[10].